# Бис, Йиржи
 Йиржи Бис  (чеш. Jiří Bis; 26 апреля 1941, Иванчице — 3 октября 2018) — чешский специалист в области проектированию и эксплуатации атомных электростанций, политик, сенатор от округа № 9 город Пльзень (2008—2014). Член Коммунистической партии Чехословакии (1963—1970), с 1995 года — член Чешской социал-демократической партии.

## Биография
Йиржи Бис родился 26 апреля 1941 года в чешском городе Иванчице. В 1958 году окончил среднюю школу в городе Моравски-Крумлов, затем поступил учиться в Чешский технический университет в Праге. Учился в чешском университете два года, затем уехал в Москву, где поступил учиться в Московский энергетический институт (МЭИ). В 1964 году окончил учебу в МЭИ, получил специальность — «Проектирование и эксплуатация атомных электростанций».
Вернувшись после обучения на родину, в Чехословакию, устроился работать в компанию Škoda Holding, специализирующую на выпуске продукции в области машиностроения (танки, локомотивы, станки и др.). Работал в компании до 1991 года, сменив несколько руководящих должностей. С 2005 по 2006 год работал заместителем Министерства промышленности и торговли под руководством Милана Урбана.

## Семья
Йиржи Бис женат, в семье растет сын Любомир и дочь Дитки.

## Политическая карьера
Йиржи Бис с 1963 по 1970 год был членом Коммунистической партии Чехословакии (KSČ). В 1995 году вступил в ряды Чешской социал-демократической партии.
В 2008 году баллотировался в Сенат республики. В первом туре выборов получил 26,58 % голосов, заняв второе место. Во втором туре Йиржи Бис набрал 52,97 % голосов.
Будучи избран в Сенат, работает в его Комитете по экономике, сельскому хозяйству и транспорту, является председателем Подкомитета по энергетике, Комитета по экономическим вопросам, сельскому хозяйству и транспорту. На муниципальных выборах в 2014 году был представителем города Пльзень.